# Klaar anker
Een klaar anker is, anders dan het ook veel als symbool van de zeevaart gebruikte Onklaar anker, ook wel onttakeld anker,  een anker dat van zijn kabels en trossen is ontdaan.De Koninklijke Marine gebruikte een zilveren klaar anker op het baton van het Eereteeken voor Meester-Kanonnier der Koninklijke Marine.
Een dergelijk anker is ook op de oude Franse Veteranenmedaille afgebeeld.